# Hochheimer Reichestal
Das Hochheimer Reichestal ist eine rund 58 Hektar große Rheingauer Weinlage. Sie ist der Großlage Hochheimer Daubhaus im Weinanbaugebiet Rheingau zugeordnet und erstreckt sich wie die nördlich benachbarte Einzellage Hochheimer Berg grenzübergreifend in den Gemarkungen Hochheim am Main im Main-Taunus-Kreis und Mainz-Kostheim in der Landeshauptstadt Wiesbaden.
Die Rebflächen des Hochheimer Reichestal bedecken wie alle Hochheimer Weinlagen Teile der etwa 35 Meter hohen Geländestufe über der Untermainebene am Südrand des Main-Taunus-Vorlandes. Südwestlich der Hochheimer Altstadt gelegen reicht das Reichestal von den Mainauen teilweise bis etwa auf halbe Höhe der Geländestufe. Die Böden bestehen aus gut durchwurzelbaren sandigen Lösslehmen über teils kiesigen tertiären Mergeln.